# پایگاه دریایی ملک عبدالعزیز
پایگاه دریایی ملک عبدالعزیز (عربی: قاعدة الملک عبد العزیز البحریة) (KANB) یک پایگاه دریایی در استان شرقی، عربستان سعودی است. این پایگاه توسط نیروی دریایی عربستان سعودی اداره می‌شود. پایگاه در حدود ۷٫۵ کیلومتر (۴٫۷ مایل) جنوب شرقی الجبیل و تنها ۹۰۰ متر (۰٫۶ مایل) از سواحل خلیج فارس واقع شده‌است. این پایگاه محل استقرار ناوگان شرقی و آکادمی سلطنتی نیروی دریایی است. رتبه‌های نیروی دریایی "SK" (ذخیره کننده) و "YN" (Yeoman) مهارت‌های اولیه را در این محل می‌آموزند.
همتای این پایگاه در استان غربی در جده است که پایگاه دریایی ملک فیصل (KFNB) است. آکادمی نیروی دریایی ملک فهد در داخل این پایگاه قرار دارد.